# Liga Profesional de Béisbol de Panamá
La Liga Profesional de Béisbol de Panamá (LPBP), comúnmente conocida como PROBEIS, es una liga invernal de béisbol profesional compuesta por cuatro equipos con sede en Panamá.  Los jugadores de la liga incluyen muchos prospectos que jugarán en las Grandes Ligas de Béisbol de los Estados Unidos y al mismo tiempo firman a muchos veteranos actuales de la MLB. 
Fundada originalmente en 1946, la liga ha funcionado en su forma actual desde 2011. Actualmente la liga cuenta con 4 equipos y la temporada inicia a finales de noviembre y termina a inicios de enero con los play-off. De 2019 a 2024 el ganador de la liga participó en la Serie del Caribe. Desde el 2025 el club campeón participa en la Serie de las Américas y también tiene la posibilidad de participar en la Serie del Caribe por invitación.

## Historia

### Antecedentes
Los primeros registros del béisbol en Panamá datan de los años 1848-1849. Durante esos años, trabajadores estadounidenses se entretenían en su tiempo libre practicando béisbol, para el cual apenas hacía tres años se habían creado las primeras reglas, lo que convierte a Panamá en el primer país, sin incluir a Estados Unidos, al cual llegó el béisbol.
Sin embargo, no sería hasta enero de 1883 cuando se dio cuenta escrita por primera vez de un juego de béisbol en Panamá. Dicha fuente cita que: 

«Se jugó un juego de béisbol en la Plaza Chiriquí, el domingo 7 de enero de ese año: el juego fue entre una novena de la ciudad y miembros del Club de Cricket y Baseball de Panamá, resultando en una fácil victoria para el último.»

### Primeros clubes y primeras ligas
El primer equipo organizado se fundó en 1890 y llevó el nombre de Panama Athletic Club, que usaba un uniforme con las siglas PAC en mayúscula y fue el más popular de la época. Cuando Panamá se separa de Colombia en 1903, la construcción del canal se intensificó más y con ello el desarrollo del béisbol en Panamá. Surgen distintos equipos como el Swift Sure, Estrellas del Pacífico, Siglo XX y el Esmeralda del Istmo.
Las primeras evidencias de la existencia de ligas de béisbol en Panamá datan del año 1915. Estas ligas estaban constituidas por comunidades zoneítas nutridas con ciudadanos caribeños. Estas ligas eran conocidas como Ligas Clubhouses y las principales estaban ubicadas en zonas como La Boca, Red Tank, Paraíso, Culebra, Rainbow City, Silver City, Gatún y Gamboa.
Los estadounidenses que estaban en Panamá tenían su propia liga, The Isthmian League, donde no se permitía que participaran panameños nativos. De las ligas donde sí podían participar panameños, surgieron las primeras figuras del béisbol de Panamá como el primera base y jardinero Darío Alfaro, y el lanzador Domingo Díaz Arosemena, quién fue jugador Panama Athletic Club y quien luego sería presidente de Panamá.
En 1927 se fundó La Liga Nacional Mayor; el equipo Jardín Tropical fue, en 1945, el último club campeón de la liga, la cual se constituiría al año siguiente en la actual Liga Profesional de Béisbol de Panamá.

### LPBP
Con la participación de cinco equipos y la contratación de 45 jugadores extranjeros. El primer partido se jugó el 3 de enero de 1946 con el choque entre Cervería Nacional y Chesterfield con victoria de los “tabacaleros” por 6-4, el presidente de la República de Panamá Enrique A. Jiménez hizo el lanzamiento de honor. Entre otros equipos que participaron en la liga se encuentran: Cerveza Balboa, Azucareros de Coclé, Refresceros de Spur Cola, Marlboro, Yankees de Carta Vieja, este último ganador de la segunda Serie del Caribe en 1950 y Guardia Nacional, que fue el último campeón de la Liga.
El béisbol profesional en Panamá realizó temporadas de manera ininterrumpida, hasta la edición 71-72 cuando desaparece el béisbol profesional del Istmo. Esto se debió a que desde los 60 Panamá vivió una era de inestabilidad económica y política que obligó a la empresa privada a replegarse y recortar costos en sus presupuestos de apoyo al deporte. En 1965, los equipos decidieron jugar con solo panameños, para recortar presupuesto, lo que bajó la calidad del espectáculo, desembocando en profundas crisis económicas que terminaron con el colapso de la liga, después de la temporada 71-72.

#### Equipos fundadores
| Equipo               | Director         |
| General Electric     | Stanford Graham  |
| Cervecería Nacional  | Gil Garrido      |
| Chesterfield         | Mario Lecubet    |
| Cadena Radiodifusora | Horacio Martínez |

### PROBEIS 2001-2002
Para la temporada 2001-2002 PROBEIS lanza una liga profesional con cuatro equipos, pero solo puede organizar una temporada. Los equipos participantes fueron: Canaleros de Panamá, Macheteros de Azuero, Tiburones Atlas de Panamá Oeste y Roneros de Carta Vieja Chiriquí. Carta Vieja fue el equipo campeón y mientras que Olmedo Sáenz fue el campeón bate (.331) y Miguel Gómez fue el campeón picher (5-0).

### LPB
En el 2010, los hermanos Augusto y Rafael Ávila Penabad, este último entonces vicepresidente de Los Angeles Dodgers, organizan la LPB, pero al igual que Probeis solo dura una temporada.

### PROBEIS
Para el 2011, Probeis se reorganiza y sale con cuatro equipos a disputar una nueva edición de su Liga Profesional, la cual se ha realizado cada año desde entonces.
En el 2019, la Serie del Caribe se jugaría en Venezuela pero por problemas políticos y sociales en ese país la Confederación de Béisbol Profesional del Caribe decidió no jugar el torneo en Venezuela y se eligió a Panamá como sede alterna y lo invitó a participar del torneo en calidad de "Invitado". El equipo "Toros de Herrera" (Campeón de Probeis 2018-2019) reforzado con jugadores de la liga nicaragüense se coronó Campeón de la Serie del Caribe 2019.
A finales del 2019 la CBPC, decidió invitar a Panamá para la Serie del Caribe 2020, posteriormente el 5 de enero de 2020 el equipo "Astronautas de Chiriquí" se coronó campeón de la Liga Probeis 2019-2020 y, por lo tanto, es el representante de Panamá para la nueva edición de la Serie del Caribe en Puerto Rico.

## LPBP 1946-71
Con la participación de cinco equipos y la contratación de 45 jugadores extranjeros. El primer partido se jugó el 3 de enero de 1946 con el choque entre Cervería Nacional y Chesterfield con victoria de los “tabacaleros” por 6-4, el presidente de la República de Panamá Enrique A. Jiménez hizo el lanzamiento de honor. Entre otros equipos que participaron en la liga se encuentran: Cerveza Balboa, Azucareros de Coclé, Refresceros de Spur Cola, Marlboro, Yankees de Carta Vieja, este último ganador de la segunda Serie del Caribe en 1950 y Guardia Nacional, que fue el último campeón de la Liga. 
El béisbol profesional en Panamá realizó temporadas de manera ininterrumpida, hasta la edición 71-72 cuando desaparece el béisbol profesional del Istmo. Esto se debió a que desde los 60 Panamá vivió una era de inestabilidad económica y política que obligó a la empresa privada a replegarse y recortar costos en sus presupuestos de apoyo al deporte. En 1965, los equipos decidieron jugar con solo panameños, para recortar presupuesto, lo que bajó la calidad del espectáculo, desembocando en profundas crisis económicas que terminaron con el colapso de la liga, después de la temporada 71-72.

### Equipos fundadores
| Equipo               | Director         |
| General Electric     | Stanford Graham  |
| Cervecería Nacional  | Gil Garrido      |
| Chesterfield         | Mario Lecubet    |
| Cadena Radiodifusora | Horacio Martínez |

## LPB
En el 2010, Augusto Ávila Penabad y su hermano Rafael Ávila entonces vicepresidente de Los Angeles Dodgers, organizan la LPB, también con cuatro equipos, pero sin el apoyo de los medios importantes y con problemas de logística y económicos la liga sólo operó un año.

## PROBEIS
Después de 30 años, la Liga Profesional de Béisbol de Panamá comenzó su segunda etapa en el año 2001 bajo la supervisión de PROBEIS, pero solo tuvo una temporada debido a los problemas administrativos y económicos que sufrió. 
En el 2011, Probeis regresa con una propuesta más robusta y que incluye cuatro equipos. Actualmente Probeis ha organizado seis temporadas consecutivas.
A partir de la temporada 2012-13, el campeón de la liga Probeis participa en la Serie Latinoamericana, dando un buen incentivo para que la liga logre mayor acogida ante el público.
Durante la Primera Convención de la Confederación de Béisbol Profesional del Caribe (CBPC), realizada en Miami, Florida, en agosto de 2018, se hizo oficial la incorporación de Probeis a la CBPC, aunque inicialmente no se informó bajo qué estatus, se aprobó que cada año, a partir de 2020, el equipo campeón de Probeis participaría en un pre-torneo de Serie del Caribe, junto a los campeones de las ligas profesionales de Colombia y Nicaragua, para determinar a un sexto invitado a Serie del Caribe, para competir contra los campeones de las ligas profesionales de invierno de República Dominicana (LIDOM), Puerto Rico (LBPRC), Venezuela (LVBP) y México (LMP), así como contra el campeón de la Serie Nacional Cubana.  

### Equipos Actuales (2024-25)
| Equipo                               | Ciudad                                   | Estadio                           | Capacidad |
| Águilas Metropolitanas               | Ciudad de Panamá, Panamá                 | Estadio Juan Demóstenes Arosemena | 10,000    |
| Federales de Chiriquí                | David, Chiriquí                          | Estadio Kenny Serracín            | 8,500     |
| Nacionales de Panamá                 | Ciudad de Panamá, Panamá                 | Estadio Nacional Rod Carew        | 27,000    |
| Atlánticos de Bocas del Toro y Colón | Changuinola, Provincia de Bocas del Toro | Estadio Kalvin Byron              | 10,000    |

## Campeones
Primera Etapa1
| Temporada | Campeón                                                                     |
| 1946-47   | General Electric                                                            |
| 1947-48   | Sin datos                                                                   |
| 1948-49   | Refresqueros de Spur Cola                                                   |
| 1949-50   | Carta Vieja Licoreros Campeón Serie del Caribe 1950                         |
| 1950-51   | Refresqueros de Spur Cola                                                   |
| 1951-52   | Carta Vieja Licoreros                                                       |
| 1952-53   | Chesterfield Smokers                                                        |
| 1953-54   | Carta Vieja Licoreros                                                       |
| 1954-55   | Carta Vieja Licoreros                                                       |
| 1955-56   | Chesterfield Smokers                                                        |
| 1956-57   | Cerveza Balboa                                                              |
| 1957-58   | Carta Vieja Licoreros                                                       |
| 1958-59   | Azucareros de Coclé                                                         |
| 1959-60   | Marlboro Baseball                                                           |
| 1960-61   | Cerveza Balboa                                                              |
| 1961-62   | Marlboro Baseball Campeón Liga de Béisbol Profesional Nacional de Nicaragua |
| 1962-63   | Chiriquí-Bocas                                                              |
| 1963-64   | Marlboro Baseball                                                           |
| 1964-65   | Cerveza Balboa                                                              |
| 1965-66   | Ron Santa Clara                                                             |
| 1966-67   | Cerveza Balboa                                                              |
| 1967-68   | Cerveza Balboa                                                              |
| 1968-69   | Cerveza Balboa                                                              |
| 1969-70   | Sin datos                                                                   |
| 1970-71   | Cerveza Balboa                                                              |
| 1971-72   | Guardia Nacional                                                            |

Segunda Etapa
| Temporada | Campeón                                        |
| 2001-02   | Roneros de Chiriquí                            |
| 2011-12   | Roneros de Chiriquí                            |
| 2012-13   | Caballos de Coclé                              |
| 2013-14   | Indios de Urracá (Veraguas)                    |
| 2014-15   | Caballos de Coclé                              |
| 2015-16   | Nacionales de Panamá                           |
| 2016-17   | Panamá Metro                                   |
| 2017-18   | Caballos de Coclé                              |
| 2018-19   | Toros de Herrera Campeón Serie del Caribe 2019 |
| 2019-20   | Astronautas de Chiriquí                        |
| 2020-21   | Cancelado (COVID-19)                           |
| 2021-22   | Astronautas de Los Santos                      |
| 2022-23   | Federales de Chiriquí                          |
| 2023-24   | Federales de Chiriquí                          |
| 2024-25   | Águilas Metropolitanas                         |

1 Incompleto

### Campeonatos por Club
| Equipo                      | Cantidad | Años                                     |
| --------------------------- | -------- | ---------------------------------------- |
| Cerveza Balboa *            | 7        | 1957, 1961, 1965, 1967, 1968, 1969, 1971 |
| Carta Vieja Licoreros *     | 5        | 1950, 1952, 1954, 1955, 1958             |
| Caballos de Coclé *         | 3        | 2013, 2015, 2018                         |
| Marlboro Baseball *         | 3        | 1960, 1962, 1964                         |
| Spur Cola Refresqueros *    | 2        | 1949, 1951                               |
| Chesterfield Smokers *      | 2        | 1953, 1956                               |
| Roneros de Chiriquí *       | 2        | 2002, 2012                               |
| Astronautas de Los Santos * | 2        | 2020, 2022                               |
| Federales de Chiriquí       | 2        | 2023, 2024                               |
| General Electric *          | 1        | 1947                                     |
| Azucareros de Coclé *       | 1        | 1959                                     |
| Chiriquí-Bocas *            | 1        | 1963                                     |
| Ron Santa Clara *           | 1        | 1966                                     |
| Guardia Nacional *          | 1        | 1972                                     |
| Indios de Urracá *          | 1        | 2014                                     |
| Nacionales de Panamá        | 1        | 2016                                     |
| Panamá Metro *              | 1        | 2017                                     |
| Toros de Herrera *          | 1        | 2019                                     |
| Águilas Metropolitanas      | 1        | 2025                                     |

Nota: El (*) significa que el equipo está actualmente desaparecido.

## Premios individuales

### Mejor Bateador
| Ganador                 | Equipo                 | AVG  | Temporada |
| ----------------------- | ---------------------- | ---- | --------- |
| Rafael Noble            | Cerveceria Nacional    | .380 | 1946      |
| Quincy Barbee           | Chesterfield           | .381 | 1949      |
| Archie Brathwaite       | Chesterfield           | .357 | 1950      |
| Joe Atkins              | Chesterfield           | .343 | 1951      |
| Jonathan "Clyde" Parris | Cerveceria Nacional    | .328 | 1953      |
| Jonathan "Clyde" Parris | Chesterfield           | .331 | 1955      |
| Frank Austin            | Chesterfield           | .331 | 1955      |
| Frank Austin            | Chesterfield           | .378 | 1956      |
| Jonathan "Clyde" Parris | Comercio               | .434 | 1960      |
| Olmedo Sáenz            | Macheteros de Azuero   | .331 | 2001-2002 |
| Daniel González         | Diablicos de Azuero    | .379 | 2011-2012 |
| Emilio Guerrero         | Caballos de Coclé      | .341 | 2017-2018 |
| Joshua Wright           | Toros de Herrera       | .393 | 2018-2019 |
| Isaías Velásquez        | Federales de Chiriquí  | .406 | 2019-2020 |
| Ángel Basabe            | Águilas Metropolitanas | .316 | 2021-2022 |
| Erick Castillo          | Federales de Chiriquí  | .362 | 2022-2023 |
| Xavier Quiroz           | Águilas Metropolitanas | .392 | 2023-2024 |
| Eduardo Tait            | Águilas Metropolitanas | .386 | 2024-2025 |

### Líder de Cuadrangulares
| Ganador                 | Equipo                               | Home Runs | Temporada |
| ----------------------- | ------------------------------------ | --------- | --------- |
| Henry McHenry           | CRP                                  | 10 (HR)   | 1946      |
| Jonathan "Clyde" Parris | General Electric                     | 5 (HR)    | 1947      |
| Quincy Barbee           | Chesterfield                         | 7 (HR)    | 1948      |
| Quincy Barbee           | Cerveceria Nacional                  | 10 (HR)   | 1950      |
| Joe Atkins              | Chesterfield                         | 8 (HR)    | 1951      |
| León Kellman            | Spur Cola                            | 5 (HR)    | 1953      |
| Bobby Prescott          | Chesterfield                         | 8 (HR)    | 1954      |
| Harry Simpson           | Cerveza Balboa                       | 9 (HR)    | 1962      |
| Olmedo Sáenz            | Macheteros de Azuero                 | 5 (HR)    | 2001-2002 |
| Isaías Velásquez        | Caballos de Coclé                    | 3 (HR)    | 2017-2018 |
| Emilio Guerra           | Caballos de Coclé                    | 3 (HR)    | 2017-2018 |
| Edmundo Sosa            | Águilas Metropolitanas               | 3 (HR)    | 2018-2019 |
| Jonathan Rivera         | Águilas Metropolitanas               | 3 (HR)    | 2018-2019 |
| Edison Valerio          | Astronautas de Chiriquí              | 3 (HR)    | 2019-2020 |
| Joe DeLuca              | Federales de Chiriquí                | 3 (HR)    | 2021-2022 |
| Jhony Santos            | Federales de Chiriquí                | 3 (HR)    | 2022-2023 |
| Luis Castillo           | Atlánticos de Bocas del Toro y Colón | 3 (HR)    | 2022-2023 |
| Cristian Bethancourd    | Federales de Chiriquí                | 3 (HR)    | 2023-2024 |
| Luis Castillo           | Atlánticos de Bocas del Toro y Colón | 6 (HR)    | 2024-2025 |

### Jugador Más Valioso
| Ganador                | Equipo                  | Temporada |
| ---------------------- | ----------------------- | --------- |
| León Kellman           | General Electric        | 1945-1946 |
| Frank Austin           | General Electric        | 1946-1947 |
| Horacio Martínez       | Ceveceria Nacional      | 1947-1948 |
| Pat Scantlebury        | Spur Cola               | 1948-1949 |
| Tony Jacobs            | Carta Vieja Yankees     | 1949-1950 |
| Ernesto Vibert Clarke  | Spur Cola               | 1950-1951 |
| Forrest “Spook” Jacobs | Carta Vieja Yankees     | 1951-1952 |
| Frank Austin           | Chesterfield            | 1952-1953 |
| Olmedo Sáenz           | Macheteros de Azuero    | 2001-2002 |
| Blake Smith            | Roneros de Chiriquí     | 2011-2012 |
| Davis Romero           | Caballos de Coclé       | 2014-2015 |
| Eduardo Thomas         | Águilas Metropolitanas  | 2015-2016 |
| José Mesa Jr.          | Astronautas de Chiriquí | 2019-2020 |
| Joe DeLuca             | Federales de Chiriquí   | 2021-2022 |
| Jhonny Santos          | Federales de Chiriquí   | 2022-2023 |
| Jean Arnáez            | Federales de Chiriquí   | 2023-2024 |

### Líderes de Bases Robadas
| Ganador         | Equipo                  | SB | Temporada |
| --------------- | ----------------------- | -- | --------- |
| Hiroki Sawasaka | Águilas Metropolitanas  | 10 | 2017-2018 |
| José Caballero  | Toros de Herrera        | 7  | 2018-2019 |
| Jhonny Santos   | Astronautas de Chiriquí | 5  | 2019-2020 |
| Allen Córdoba   | Federales de Chiriquí   | 7  | 2021-2022 |
| Ariel Sandoval  | Federales de Chiriquí   | 5  | 2022-2023 |
| Camryn Williams | Atlánticos              | 5  | 2022-2023 |
| Bates Parker    | Atlánticos              | 5  | 2022-2023 |
| Edgar Muñoz     | Atlánticos              | 5  | 2022-2023 |
| Ángel Basabe    | Águilas Metropolitanas  | 6  | 2023-2024 |
| Austin Dennis   | Federales de Chiriquí   | 9  | 2024-2025 |

### Ganadores de la Triple Corona
| Ganador      | Año  |
| ------------ | ---- |
| Joe Atkins   | 1951 |
| Héctor López | 1954 |

### Juegos Ganados
| Nombre                | Equipo                               | W-L  | Temporada |
| --------------------- | ------------------------------------ | ---- | --------- |
| Pat Scantlebury       | General Electric                     | 11-3 | 1947      |
| Pat Scantlebury       | Spur Cola                            | 13-1 | 1949      |
| Gentry Jessup         | Chesterfield                         | 10-4 | 1950      |
| Ernesto Vibert Clarke | Spur Cola                            | 14-4 | 1951      |
| Alberto Osorio        | Chesterfield                         | 10-2 | 1952      |
| Pat Scantlebury       | Spur Cola                            | 8-4  | 1953      |
| Theo Smith            | Chesterfield                         | 10-4 | 1954      |
| Miguel Gómez          |                                      | 5-0  | 2001-2002 |
| Carlos Salazar        | Toros de Herrera                     | 3-0  | 2017-2018 |
| Antony Ortega         | Bravos de Urracá                     | 3-0  | 2017-2018 |
| Anfeineere Benítez    | Toros de Herrera                     | 3-1  | 2018-2019 |
| Gabriel Ramos         | Águilas Metropolitanas               | 3-1  | 2018-2019 |
| Ángel Cabrera         | Toros de Herrera                     | 3-1  | 2018-2019 |
| Jean Corpas           | Astronautas de Chiriquí              | 4-0  | 2019-2020 |
| Ángel Cuán            | Federales de Chiriquí                | 4-0  | 2021-2022 |
| Steven Fuentes        | Federales de Chiriquí                | 4-0  | 2022-2023 |
| Luis Machuca          | Águilas Metropolitanas               | 3-0  | 2023-2024 |
| Harold Araúz          | Federales de Chiriquí                | 3-1  | 2024-2025 |
| Jorge Bautista        | Atlánticos de Bocas del Toro y Colón | 3-1  | 2024-2025 |

### Juegos Perfectos
| Lanzador       | Marcador                                    | Fecha                   |
| -------------- | ------------------------------------------- | ----------------------- |
| Anthony Ortega | Bravos de Urracá 1-0 Águilas Metropolitanas | 11 de diciembre de 2017 |

## Campeones de la Serie del Caribe
| Año  | Sede     | Campeón               | Mánager          |
| ---- | -------- | --------------------- | ---------------- |
| 1950 | San Juan | Carta Vieja Licoreros | Wayne Blackburn  |
| 2019 | Panamá   | Toros de Herrera      | Manuel Rodríguez |

### Campeonatos por Club en Serie del Caribe
| Equipo                | Campeonatos | Subcampeonatos | Años de Campeonato | Años de Subcampeonato |
| --------------------- | ----------- | -------------- | ------------------ | --------------------- |
| Carta Vieja Licoreros | 1           | 1              | 1950               | 1952                  |
| Toros de Herrera      | 1           | 0              | 2019               |                       |
| Cerveza Balboa        | 0           | 1              |                    | 1957                  |
| Marlboro Baseball     | 0           | 1              |                    | 1960                  |

## Campeones de la Serie de las Américas (ABAM)
| Año  | Sede      | Campeón                |
| ---- | --------- | ---------------------- |
| 2025 | Nicaragua | Águilas Metropolitanas |

### Campeonatos por Club en Serie de las Américas (ABAM)
| Equipo                 | Campeonatos | Subcampeonatos | Años de Campeonato | Años de Subcampeonato |
| ---------------------- | ----------- | -------------- | ------------------ | --------------------- |
| Águilas Metropolitanas | 1           | 0              | 2025               |                       |

## Campeones de la Serie Latinoamericana

### Campeonatos por Club en Serie Latinoamericana
| Equipo            | Campeonatos | Subcampeonatos | Años de Campeonato | Años de Subcampeonato |
| ----------------- | ----------- | -------------- | ------------------ | --------------------- |
| Caballos de Coclé | 0           | 1              |                    | 2015                  |

## Campeones de la Serie Interamericana
| Año  | Sede             | Campeón        |
| ---- | ---------------- | -------------- |
| 1963 | Ciudad de Panamá | Chiriquí-Bocas |

### Campeonatos por Club en Serie Interamericana
| Equipo         | Campeonatos | Subcampeonatos | Años de Campeonato | Años de Subcampeonato |
| -------------- | ----------- | -------------- | ------------------ | --------------------- |
| Chiriquí-Bocas | 1           | 0              | 1963               |                       |